# Gérard Dufour
Gérard Dufour (21 de marzo de 1943) es un historiador e hispanista francés especializado en el final del Antiguo Régimen en España (1759-1833). En la actualidad es profesor emérito de la Universidad de Provenza.

## Vida académica
Se licenció en estudios hispánicos en la Universidad de La Sorbona de París en 1963 y tres años después obtuvo el doctorado en la misma universidad con una tesis sobre El Evangelio en Triunfo de Pablo de Olavide. El doctorado de Estado lo obtuvo en 1979 con una tesis sobre el afrancesado Juan Antonio Llorente.
Fue profesor asistente en el departamento de español de la Universidad de Rouen entre 1971 y 1980. Este último año pasó a la Universidad de Provenza, de la que sería rector entre 1997 y 2002. En 2014 fue nombrado doctor honoris causa por la Universidad de Alicante. Asimismo Gérard Dufour es miembro de los comités científicos de varias revistas académicas francesas y españolas, y una italiana.

## Obras en español
- La Inquisición española: una aproximación a la España intolerante. 1986.
- Un liberal exaltado en Segovia, el canónigo Santiago Pedeño Pastor (1769-1823). 1989
- La Guerra de la Independencia. 1989.
- Sermones revolucionarios del Trienio Liberal: 1820-1823. 1991.
- La Inquisición en España. 1992.
- Clero y sexto mandamiento: la confesión en la España del siglo XVIII. 1996.
- Goya durante la Guerra de la Independencia. 2008.
- Juan Antonio Llorente, el factótum del rey intruso. 2014.
- De ¡Viva Riegoooo! a ¡Muera Riego!: antología poética (1820-1823). 2019